# Nina Turner
Nina Hudson Turner (Cleveland, 7 december 1967) is een Amerikaans politica van de Democratische Partij.
Van 2006 tot 2008 zetelde ze in de gemeenteraad van Cleveland en van 2008 tot 2014 in de Senaat van Ohio. Tijdens de presidentsverkiezing van 2016 nam ze het op voor kandidaat Bernie Sanders. In 2017 werd ze voorzitter van Our Revolution, een politieke actiegroep gegroeid uit Sanders' campagne. In 2019 werd Turner aangesteld als nationale co-voorzitter van Sanders' presidentscampagne voor 2020. 
In 2021 is ze kandidaat in de Democratische voorverkiezingen voor de speciale verkiezing van een nieuwe afgevaardigde namens het 11e congresdistrict van Ohio. Ze wordt als de frontrunner beschouwd.
Turner hoort als democratisch socialist tot de linkervleugel van de Democratische Partij.
- Library of Congress Control Number: no2019144433
- Virtual International Authority File: 1892157040164067040001
- WorldCat: E39PBJxhkCtXMYk6R6YQpY9VYP